# Ida Schillen
Ida Schillen (* 22. April 1956 in Trier) ist eine deutsche Politikerin der Partei Die Linke.

## Leben
1976 legte Schillen das Abitur ab. Es folgte ein Studium der Stadt- und Regionalplanung, das sie 1983 als Dipl.-Ing. abschloss. Sie lebt heute in Rostock in einer eingetragenen Lebensgemeinschaft.

## Politik
Ida Schillen wurde 1989 persönliche Referentin der Berliner Senatorin für Jugend, Familie und Frauen Anne Klein; 1990 trat sie dem Bündnis 90/Die Grünen bei. Von 1995 bis 1999 war sie Mitglied des Berliner Abgeordnetenhauses. Aufgrund der Zustimmung der Grünen zum Kosovokrieg trat sie aus der Partei aus und gründete 1999 mit anderen Abgeordneten die Demokratische Linke. Seit 2005 ist sie Mitglied der Partei Die Linke, deren Bundesvorstand sie von 2008 bis 2014 angehörte. Von 2001 bis 2008 war sie Senatorin für Kultur, Schule und Sport in Rostock. Bei der Oberbürgermeisterwahl 2005 in Rostock war sie zudem die Kandidatin der PDS, unterlag aber als Drittplatzierte gegenüber Sebastian Schröder und Roland Methling. Zu den Landtagswahlen 2011 in Mecklenburg-Vorpommern trat sie als Direktkandidatin im Wahlkreis Rostock II an. Sie unterlag aber dem Kandidaten der SPD, Rainer Albrecht.
Schillen ist Geschäftsführerin des Trägervereins der Aufstehen-Sammlungsbewegung.